# Herencsény, Nógrád
Herencsény  este un sat în districtul Balassagyarmat, județul Nógrád, Ungaria, având o populație de 635 de locuitori (2011). 

## Demografie
Componența etnică a satului Herencsény
     Maghiari (90,65%)
     Romi (8,39%)
     Necunoscut (0,97%)
     Alții (0,97%)
Componența confesională a satului Herencsény
     Romano-catolici (75,43%)
     Fără religie (5,83%)
     Atei (1,42%)
     Luterani (1,26%)
     Necunoscută (16,06%)
     Alte religii (1,42%)
Conform recensământului din 2011, satul Herencsény avea 635 de locuitori. Din punct de vedere etnic, majoritatea locuitorilor (90,65%) erau maghiari, cu o minoritate de romi (8,39%). Apartenența etnică nu este cunoscută în cazul a 0,97% din locuitori.  Din punct de vedere confesional, majoritatea locuitorilor (75,43%) erau romano-catolici, existând și minorități de persoane fără religie (5,83%), atei (1,42%) și luterani (1,26%). Pentru 16,06% din locuitori nu este cunoscută apartenența confesională.